# Zračna luka Đà Nẵng
Zračna luka Đà Nẵng (vijetnamski Cảng hàng không quốc tế Đà Nẵng ili Sân bay quốc tế Đà Nẵng) (IATA: ĐAD, ICAO: VVDN), službeno je ime za zračnu luku, kod grada Đà Nẵnga, Vijetnam. Jedna je od tri glavne zračne luke u zemlji. Izgrađena je od strane francuskog kolonizatora, a bila je zračna vojna baza tijekom Vijetnamskog rata. Novi terminal dovršen je 2011.